# Kitty Genovese-gyilkosság
A Kitty Genovese-gyilkosság 1964. március 13-án a kora reggeli órákban történt melynek során Catherine Susan "Kitty" Genovesét, a 28 éves csaposnőt leszúrták a lakóháza előtt, a New York-i Kew Gardens negyedben, Queensben. Két héttel a gyilkosság után a The New York Times közzétett egy cikket, amelyben azt állította, hogy 38 szemtanú látta vagy hallotta a támadást, de egyikük sem hívta a rendőrséget vagy ment a lány a segítségére.
Az incidens nyomán vizsgálatokat indítottak az úgynevezett "járókelő-effektus" vagy "Genovese-szindróma" körül, és a gyilkosság a következő négy évtizedben az amerikai pszichológiai tankönyvek egyik fő témája lett. A kutatók azonban azóta jelentős pontatlanságot tártak fel a New York Times cikkében. A rendőrségi kihallgatásokból kiderült, hogy néhány szemtanú mégis megpróbálta felhívni a rendőrséget. Egy konkurens hírügynökség riporterei 1964-ben felfedezték, hogy a Times cikke nem felel meg a tényeknek, de akkoriban nem voltak hajlandóak kérdőre vonni a Times szerkesztőjét, Abe Rosenthalt. 2007-ben az American Psychologist cikke nem talált bizonyítékot a 38 szemtanú létezésére, sem arra, hogy a szemtanúk észlelték a gyilkosságot, sem arra, hogy nem tettek semmit." 2016-ban a Times "hibásnak" nevezte saját tudósítását, mondván, hogy az eredeti cikk "...durván eltúlozta a szemtanúk számát és azt, amit ők tapasztaltak."  A 29 éves manhattani Winston Moseley-t hat nappal a gyilkosság után egy betörés során tartóztatták le. Az őrizetben bevallotta Genovese megölését. A tárgyaláson Moseley-t bűnösnek találták gyilkosságban, és halálra ítélték, azonban ezt az ítéletet később életfogytiglani börtönbüntetésre változtatták. Moseley 2016. március 28-án, 81 éves korában, 52 év letöltése után a börtönben halt meg.

## Kitty Genovese
Catherine Susan "Kitty" Genovese (1935. július 7. - 1964. március 13.) a New York-i Brooklynban született, Rachel és Vincent Andronelle Genovese olasz-amerikai szülők öt gyermeke közül a legidősebbként. Katolikusként nevelkedett, és a St. John's Place 29-ben, Park Slope-ban, egy nyugat-brooklyni negyedben élt, ahol főként olasz és ír származású családok laktak. Tizenéves korában Genovese a Prospect Heights High Schoolba járt, ahol a visszaemlékezések szerint "korát meghaladóan magabiztos" és "vidám természetű" volt. 1954-ben, miután édesanyja szemtanúja volt egy gyilkosságnak, Genovese családja a connecticuti New Canaanba költözött, míg Genovese, aki nemrég érettségizett, Brooklynban maradt a nagyszüleivel, hogy felkészüljön a közelgő házasságára. Még abban az évben a pár összeházasodott, de 1954 vége felé a házasságot érvénytelenítették. 
Miután beköltözött egy brooklyni lakásba, irodai munkakörben dolgozott, amit nem talált vonzónak. Az 1950-es évek végére azonban elfogadott egy pultos állást. 1961 augusztusában rövid időre letartóztatták bukmékereskedésért, mivel fogadásokat kötött a bár vendégeivel lóversenyekre.  Őt és barátját, Dee Guarnierit fejenként 50 dollárra büntették meg, ő pedig elvesztette az állását.  Genovese újabb pultos állást vállalt a Queens-i Hollisban, a Jamaica Avenue és a 193. utca sarkán lévő Ev's Eleventh Hour Barban, és hamarosan a bár vezetője lett a távollévő tulajdonos nevében. A dupla műszakos munkával pénzt takarított meg, amit egy olasz étterem megnyitására szánt. A Kew Gardensben, az Austin Street 82-70. szám alatt lévő lakásán Mary Ann Zielonkóval osztozott, akivel 1963-ban leszbikus kapcsolatot kezdett.

## A támadás
1964. március 13-án hajnali fél három körül Genovese elhagyta a bárt, ahol dolgozott, és piros Fiatjával hazafelé indult. Miközben a Hoover Avenue-n egy közlekedési lámpa zöld jelzésére várt, észrevette őt Winston Moseley, aki a parkoló Chevrolet Corvairjában üldögélt. Genovese hajnali 3:15 körül ért haza, és leparkolt a Kew Gardens Long Island Rail Road vasútállomás parkolójában, körülbelül 30 méterre a lakása ajtajától, az épület hátsó részén lévő sikátorban. Miközben a nő a lakótelep felé tartott, Moseley, aki követte őt hazáig, kiszállt a járművéből, amelyet az Austin Street egyik sarki buszmegállójában parkolt le. Egy vadászkéssel a kezében elindult Genovese felé. 
Genovese az épület bejárata felé futott, Moseley pedig utána eredt, megelőzte, és kétszer hátba szúrta. Genovese azt kiabálta: "Istenem, megszúrt! Segítség!" Több szomszéd is hallotta a kiáltását, de csak néhányan ismerték fel a hangot segélykiáltásnak. Amikor Robert Mozer, az egyik szomszéd azt kiáltotta a támadónak: "Hagyd békén azt a lányt!" Moseley elfutott, Genovese pedig lassan az épület hátsó bejárata felé vette az irányt, súlyosan megsérülve és a szemtanúk látókörén kívül. 
A szemtanúk látták, amint Moseley beszállt az autójába és elhajtott, majd tíz perccel később visszatért. Az arcát széles karimájú kalappal eltakarva, módszeresen átkutatta a parkolót, a vasútállomást és az egyik lakótelepet, végül megtalálta Genovese-t, aki ekkor már alig volt tudatánál, és az épület hátsó részének egyik folyosóján feküdt, ahol egy bezárt ajtó miatt nem tudott bemenni az épületbe. Az utcán és azok előtt, akik esetleg hallhatták vagy láthatták az első támadás nyomait, Moseley többször is megszúrta Genovese-t, mielőtt megerőszakolta, majd ellopta tőle 49 dollárját, ezután ismét elmenekült. 
A két támadás hossza nem több mint fél óra lehetett, és a Genovese kezén lévő késszúrások arra utaltak, hogy megpróbált védekezni. Egy szomszéd és közeli barát, Sophia Farrar nem sokkal a második támadás után megtalálta Genovese-t, és karjában tartotta, amíg a mentő megérkezett.
A rendőrséghez érkező legkorábbi hívásokról szóló feljegyzések nem világosak, és nem is kaptak kiemelt figyelmet; az eset négy évvel azelőtt történt, hogy New York City bevezette volna a 911-es segélyhívó rendszert. Egy szemtanú szerint az apja az első támadás után hívta a rendőrséget, és jelentette, hogy egy nőt "összevertek, de felállt és tántorog." Néhány perccel az utolsó támadás után egy másik szemtanú, Karl Ross azzal vesztegette az időt, hogy felhívja barátait és tanácsot kérjen, hogy mit tegyen, mielőtt végül hívta a rendőrséget. 4:15-kor Genovese-t egy mentő vitte el, és a kórházba szállítás során belehalt a sérülésekbe. 1964. március 16-án temették el a Connecticut állambeli New Canaanban, a Lakeview temetőben.

## Rendőrségi nyomozás
Genovese barátnőjét, Mary Ann Zielonkót a gyilkosságot követő reggel 7:00 órakor Mitchell Sang nyomozó hallgatta ki. Ezt követően hat órán keresztül hallgatta ki két gyilkossági nyomozó is, John Carroll és Jerry Burns, akik a Genovese-hez fűződő kapcsolatáról kérdezték. Erre összpontosított a rendőrség akkor is, amikor a pár szomszédjait kérdezték ki. Kezdetben Zielonkót gyanúsították a gyilkossággal. 
1964. március 19-én, hat nappal a késelés után Moseley-t letartóztatták rablás gyanújával Ozone Parkban, miután egy televíziót találtak a kocsija csomagtartójában. Moseley autóját azután kutatták át, hogy egy helyi férfi, Raoul Cleary gyanút fogott, amikor látta, hogy Moseley kiviszi a televíziót a szomszéd házból. Cleary megkérdezte Moseley-t, aki azt állította, hogy költöztető munkás. Miután azonban egy másik szomszéddal, Jack Brownnal beszélt, aki biztos volt abban, hogy a háztulajdonosok nem költöznek, Cleary kihívta a rendőrséget. Brown mozgásképtelenné tette Moseley autóját, hogy a rendőrség kiérkezése előtt ne tudjon elmenekülni. Egy nyomozó emlékezett arra, hogy a Genovese-gyilkosság néhány szemtanúja egy Moseleyéhez hasonló fehér autóról számolt be, és tájékoztatta Carroll és Sang nyomozókat. A kihallgatás során Moseley beismerte Genovese és két másik nő – Annie Mae Johnson, akit néhány héttel korábban lelőttek és felgyújtottak a South Ozone Park-i lakásában; valamint a 15 éves Barbara Kralik, akit előző júliusban öltek meg, szülei Springfield Gardens-i otthonában – meggyilkolását.

## Winston Moseley
Winston Moseley 29 éves volt, amikor meggyilkolta Genovese-t. A queensi Ozone Parkból származott, és a Remington Randnél dolgozott táblázatkezelőként, az akkoriban a digitális számítógépekhez adattárolásra használt lyukkártyákat készítette elő. Nős volt, három gyermeket nevelt és büntetlen előéletű volt. Az őrizetben bevallotta Genovese megölését, részletesen leírta a támadást, és alátámasztotta a helyszínen talált tárgyi bizonyítékokat. Azt mondta, hogy a támadás indítéka egyszerűen az volt, hogy "megöljön egy nőt", és azt mondta, hogy inkább nőket ölt, mert "könnyebb volt, és nem ellenkeztek". Azt is állította, hogy azon az éjszakán hajnali 2 óra körül kelt fel, otthon hagyta a feleségét, és Queensen keresztül autózott, hogy áldozatot találjon.
Amikor meglátta a hazafelé tartó Genovese-t, követte őt a parkolóba, mielőtt megölte. Azt is bevallotta, hogy megölt és megerőszakolt két másik nőt is, valamint 30-40 betörést követett el. Az ezt követő pszichiátriai vizsgálatok kimutatták, hogy nekrofil hajlamai voltak.

## A tárgyalás
Moseley-t megvádolták Genovese meggyilkolásával, de a másik két gyilkosság miatt, amelyeket beismert, nem emeltek vádat ellene. A rendőrség számára bonyolító tényező volt, hogy egy másik férfi, Alvin Mitchell szintén beismerte Barbara Kralik meggyilkolását.
Moseley tárgyalása 1964. június 8-án kezdődött, és J. Irwin Shapiro bíró vezette. Moseley eredetileg ártatlannak vallotta magát, de az ügyvédje később beszámíthatatlanságra hivatkozott a védőbeszédében. Vallomása során Moseley elmondta a Genovese meggyilkolásának éjszakáján történteket, a két másik gyilkossággal együtt, amelyeket beismert, valamint számos más betörést és nemi erőszakot. Az esküdtszék hét órán át tanácskozott, mielőtt június 11-én este fél 11 körül bűnösnek mondta ki. Június 15-én Moseley-t halálra ítélték Genovese meggyilkolásáért. Amikor az esküdtszék vezetője felolvasta az ítéletet, Moseley nem mutatott érzelmeket, miközben néhány néző tapsolt és éljenzett az ítélet hallatán. Shapiro hozzátette: "Nem hiszek a halálbüntetésben, de amikor egy ilyen szörnyeteget látok, nem haboznék magam is meghúzni a kart." 
Június 23-án Moseley megjelent a védelem tanújaként Alvin Mitchell tárgyalásán, akit Barbara Kralik meggyilkolásáért vádoltak. Miután mentességet kapott a vád alól, azt vallotta, hogy ő ölte meg Kralikot. A tárgyaláson az esküdtszék nem hozott döntést, de Mitchellt egy második tárgyaláson elítélték.
1967. június 1-jén a New York-i Fellebbviteli Bíróság megállapította, hogy Moseley-nek az ítélethirdetéskor azzal kellett volna érvelnie, hogy orvosilag beszámíthatatlan volt, amikor az eljáró bíróság azt állapította meg, hogy jogilag beszámítható volt, és az ítéletet életfogytiglani szabadságvesztésre enyhítették.

## Börtönbüntetése és halála
1968. március 18-án Moseley megszökött a börtönből, miközben visszaszállították a New York állambeli Buffalóban lévő Meyer Memorial Kórházból, ahol kisebb műtéten esett át egy saját maga által okozott sérülés miatt. Megütötte a szállító fegyőrt, majd ellopta a fegyverét, és egy közeli üres hétvégi házba menekült, amely egy Grand Island-i házaspár, Mr. és Mrs. Matthew Kulaga tulajdona volt, ahol három napig rejtőzködött. Március 21-én Kulagáék elmentek ellenőrizni a házat, ahol szembetalálkoztak Moseleyvel, aki több mint egy órán keresztül túszként tartotta őket fogva, Matthew-t megkötözte és betömte a száját, Kulaga asszonyt pedig megerőszakolta. Ezután elvitte a házaspár autóját és elmenekült. 
Moseley Grand Islandre utazott, ahol március 22-én betört egy másik házba, és két órán át túszként tartott fogva egy nőt és lányát, mielőtt sértetlenül elengedte őket. Nem sokkal később feladta magát a rendőrségnek, ahol fogolyszökéssel és emberrablással vádolták meg, amiben bűnösnek vallotta magát. Moseley két további 15 éves börtönbüntetést kapott, amelyek az életfogytiglani börtönbüntetésével egyidejűleg kellett letöltenie.
1971 szeptemberében Moseley részt vett a hírhedt atticai börtönlázadásban. Később ugyanebben az évtizedben a börtönben a Niagara Egyetemen szociológiából szerzett bölcsészdiplomát. Feltételes szabadlábra helyezésére 1984-ben vált jogosulttá. Első meghallgatásán azt mondta a feltételes szabadlábra helyezési bizottságnak, hogy a bűncselekményei miatt rá nehezedő hírnév áldozattá tette őt, és kijelentette: "A kint lévő áldozat számára ez egy egyszeri vagy egyórás vagy egyperces dolog, de annak, akit elkapnak, örök életre szól." Moseley azt állította, hogy soha nem állt szándékában megölni Genovese-t, és hogy a lány meggyilkolását rablásnak tekinti, mert "az emberek néha megölnek embereket, amikor kirabolják őket." A bizottság elutasította a feltételes szabadlábra helyezés iránti kérelmét.  
Moseley 2008. március 13-án, Genovese meggyilkolásának 44. évfordulóján ismét megjelent a feltételes szabadlábra helyezési meghallgatáson. Továbbra is kevés megbánást tanúsított Genovese meggyilkolása miatt, ezért a feltételes szabadlábra helyezést ismét elutasították. 
Genovese testvére, Vincent nem tudott a 2008-as meghallgatásról, amíg a New York Daily News riporterei fel nem keresték őt. Vincent állítólag soha nem heverte ki húga meggyilkolását. "Ez visszahozza azt, ami vele történt", mondta Vincent, "az egész család emlékszik rá". 
2015 novemberében tizennyolcadik alkalommal is elutasították a feltételes szabadlábra helyezési kérelmét, és 2016. március 28-án, 81 éves korában a börtönben halt meg, 52 év letöltése után, ezzel ő volt New York állam börtönrendszerének egyik leghosszabb ideig elítélt rabja.

## Reakciók

### A közvélemény reakciója
A gyilkosságot követő napokban az eset nem kapott nagy médiafigyelmet. Csak Michael J. Murphy, a New York-i rendőrfőnök egy megjegyzése a New York Times metropolisz szerkesztőjének, A. M. Rosenthalnak egy ebéd közben - Rosenthal később idézte Murphyt, aki azt mondta: "Ez a queensi történet a könyvekbe való" - motiválta a Times-t, hogy oknyomozó riportot tegyen közzé. A cikk, amelyet Martin Gansberg írt és 1964. március 27-én, két héttel a gyilkosság után jelent meg, azt állította, hogy 38 szemtanú látta a gyilkosságot, de egy tévedés miatt egy szemtanúval csökkentették a tanúk számát a címben: "37 ember, aki látta a gyilkosságot, nem hívta a rendőrséget". A cikket 1964 óta idézik és újraközlik a következő helyesbített főcímmel: "Harmincnyolcan látták a gyilkosságot, de nem hívták a rendőrséget". 
A történet megítélése a közvéleményben a cikkből vett idézet körül alakult ki, amelyet egy azonosítatlan szomszédtól idézett, aki látta a támadás egy részét, de hezitált, mielőtt végül rávett egy másik szomszédot, hogy hívja a rendőrséget, mondván: "Nem akartam belekeveredni." Sokan akkor úgy látták a Genovese-gyilkosság történetét, mint a nagyvárosok, és különösen New York életvitelének érzéketlenségét vagy közönyét.
Harlan Ellison sci-fi író és kultúrprovokátor azt állította, hogy "harmincnyolc ember nézte végig", ahogy Genovese-t "halálra késelték egy New York-i utcán". A The Magazine of Fantasy and Science Fiction 1988. júniusi cikkében (amelyet később Harlan Ellison a Watching című könyvében újra megjelentetett) a gyilkosságról azt írta, hogy "harmincnyolc szomszéd szemtanúja volt, akik közül egy sem tett a legcsekélyebb erőfeszítést sem, hogy megmentse a nőt, hogy ráordítson a gyilkosra, vagy akár csak a rendőrséget hívja".  Idézte azokat a jelentéseket, amelyeket állítása szerint olvasott, miszerint az egyik férfi, aki "a harmadik emeleti lakás ablakából látta a gyilkosságot, később azt állította, hogy sietett felhangosítani a rádióját, hogy ne hallja a nő sikolyait".
A környéken történt gyilkosságokra adott nyilvános reakció feltehetően nem változott. A New York Times 1974. december 28-i cikke szerint, tíz évvel Genovese meggyilkolása után, a 25 éves Sandra Zahlert karácsony kora reggelén agyonverték egy olyan épületben lévő lakásban, amely a Genovese-támadás helyszínére nézett. A szomszédok ismét azt mondták, hogy sikolyokat és "heves dulakodást" hallottak, de nem tettek semmit. 
A Nemzeti közszolgálati rádiónak 2014. március 3-án adott interjújában Kevin Cook, a Kitty Genovese: The Murder, the Bystanders, the Crime that Changed America szerzője azt mondta:
|  | „Harmincnyolc tanú - ez volt a rendőrségtől származó információ. És tényleg ez az, ami miatt a történet megragadt. Hónapokig tartó kutatás során találtam egy dokumentumot, amely az első kihallgatások gyűjteménye volt. Furcsa módon 49 tanú szerepelt benne. Ez addig zavart, amíg össze nem számoltam a bejegyzéseket. Néhányan közülük két vagy három emberrel készítettek interjút, akik ugyanabban a lakásban laktak. Azt hiszem, hogy valami zaklatott köztisztviselő adhatta meg ezt a számot a rendőrfőnöknek, aki továbbadta Rosenthalnak, és ez a szám került be Amerika újkori történetébe. ” |
|  | |

Két évtizeddel később a Chicago Tribune "Igazságszolgáltatás rossz kezekben" címmel így kezdte cikkét: 
|  | „Húsz évvel később ugyanabban a városban egy férfi, akit a címlapokon "metrós igazságosztónak" és "Bosszúvágyó fegyveresnek" neveznek, lelő négy tizenéves fiút a metróban, és aggasztóan sok ember fejezi ki örömét... Miss Genovese több mint fél órán át sikoltozott... a közvélemény reakciója ... hitetlenség, hogy a bűnüldöző hatóságok megvédik az embereket az utcai bűnözéstől, és hitvallásának kinyilvánításában, hogy az erő uralma az egyetlen, ami még megmaradt. ” |
|  | |

## Pszichológiai kutatások
Harold Takooshian a Psychology Today című lapban a következőket írta: 
|  | „Könyvében Rosenthal egy sor viselkedéskutatót kért meg arra, hogy magyarázzák meg, miért segítenek vagy nem segítenek az emberek egy áldozatnak, és sajnos egyikük sem tudott bizonyítékokon alapuló válasszal szolgálni. Milyen ironikus, hogy ugyanerre a kérdésre külön válaszolt egy olyan személy, aki nem szakember. Amikor a gyilkost elfogták, és Albert Seedman nyomozófőnök megkérdezte tőle, hogyan merészelt megtámadni egy nőt annyi szemtanú előtt, a pszichopata nyugodtan válaszolt: "Tudtam, hogy nem fognak semmit tenni, az emberek soha nem tesznek semmit.” |
|  | – Seedman & Hellman, 1974, p. 100. |

Frances Cherry pszichológus szerint nem teljes a gyilkosság olyan értelmezése, mint a járókelők beavatkozásának kérdése, rámutatott további kutatásokra, például Borofsky és Shotland kutatásaira, amelyek azt bizonyítják, hogy az emberek, különösen abban az időben, nem valószínű, hogy közbelépnek, ha úgy gondolják, hogy egy férfi a feleségére vagy a barátnőjére támad. Azt javasolta, hogy a kérdést talán jobban meg lehetne érteni a férfi/női hatalmi viszonyok tekintetében.  Az, hogy számos szomszéd, aki állítólag a helyszínt látta vagy Genovese segélykiáltásait hallotta, nem reagált, bár tévesen közölték, a felelősség elterjedésével és a kívülállók hatásával kapcsolatos kutatásokat indított el. John M. Darley és Bibb Latané szociálpszichológusok kezdeményezték ezt a kutatási irányvonalat, akik kimutatták, hogy az általános várakozásokkal ellentétben a bámészkodók nagyobb száma csökkenti annak valószínűségét, hogy valaki előáll és segít az áldozatnak. Az okok között szerepel az a tény, hogy a bámészkodók látják, hogy mások sem segítenek, valamint az, hogy a bámészkodók úgy gondolják, hogy mások jobban tudják, hogyan kell segíteni, illetve hogy a bámészkodók bizonytalannak érzik magukat a segítségnyújtásban, miközben mások figyelik őket. A Genovese-ügy így az Egyesült Államokban és az Egyesült Királyságban a szociálpszichológiai tankönyvek klasszikusává vált. 
2007 szeptemberében az American Psychologist című folyóiratban megjelent egy vizsgálat a Genovese-gyilkosság pszichológiai tankönyvekben való tárgyalásának tényszerűségéről. A három szerző arra a következtetésre jutott, hogy a történet inkább példázat, mint tény, nagyrészt az eset idején megjelent pontatlan újsághírek miatt. A szerzők szerint "a bizonyítékok hiánya ellenére a történet továbbra is ott él a vezető szociálpszichológiai tankönyveinkben (és így a jövő szociálpszichológusainak fejében)". Egy felmérés során tíz vezető alapfokú pszichológia tankönyvből mind a tízben szerepelt a Genovese-ügy, nyolc tankönyvben pedig azt állították, hogy a szemtanúk az ablakukból nézték, ahogy Genovese-t meggyilkolták, két tankönyv pedig azt állította, hogy a szemtanúk egy része vagy többsége hallotta, de nem látta a támadást.

## Az eredeti jelentések pontossága
A legújabb vizsgálatok megkérdőjelezték az események eredetileg közölt változatának hitelességét. A The New York Times 2004-es cikke, amelyet Jim Rasenberger írt a Genovese-gyilkosság 40. évfordulóján, számos kérdést vetett fel az eredeti Times-cikkben szereplő állításokkal kapcsolatban. Egy 2007-es tanulmány (amelyet 2014-ben megerősítettek.) a gyilkossággal kapcsolatos állítólagos tények közül sokat megalapozatlannak talált, megállapítva, hogy "nincs bizonyíték a 38 tanú jelenlétére, vagy arra, hogy a szemtanúk látták a gyilkosságot, vagy hogy ne tettek volna semmit." Moseley 2016 márciusában bekövetkezett halála után a Times "hibásnak" nevezte második történetüket, megállapítva:
|  | „Bár nem volt kérdéses, hogy a támadás megtörtént, és hogy néhány szomszéd figyelmen kívül hagyta a segélykiáltásokat, a 38 szemtanú teljes tudatossággal és érzéketlenséggel való ábrázolása téves volt. A cikk erősen eltúlozta a szemtanúk számát és azt, hogy mit tapasztaltak az esetből. Egyikük sem láthatta a támadást teljes egészében. Csak néhányan pillantottak meg bizonyos részleteket, vagy ismerték fel a segélykiáltásokat. Sokan azt hitték, hogy szerelmesek vagy részegek veszekedését hallották. Két támadás volt, nem pedig három. És utána két ember hívta a rendőrséget. Egy 70 éves nő kimerészkedett, és a haldokló áldozatot a karjában tartotta, amíg ki nem érkeztek. Genovese kisasszony a kórházba szállítás közben halt meg. ” |
|  | |

A lakótömb elrendezése és az a tény, hogy a támadások különböző helyszíneken történtek, azt eredményezte, hogy egyetlen szemtanú sem láthatta az események teljes sorozatát. A rendőrség és az ügyészek vizsgálata kimutatta, hogy körülbelül egy tucatnyi személy hallotta vagy látta a támadás egyes részeit, bár egyikük sem látta vagy észlelte a teljes incidenst. Csak egy tanú, Joseph Fink tudta, hogy Genovese-t az első támadás során leszúrták, és csak Karl Ross vett tudomást róla a második támadás során. Sokan egyáltalán nem tudták, hogy csak egy sikertelen támadás vagy emberölés történt; néhányan úgy gondolták, hogy amit láttak vagy hallottak, az egy családi veszekedés, egy részeg verekedés vagy a bárból távozó baráti társaság volt, amikor Moseley először közeledett Genovese felé. Miután az első támadás során a kés átszúrta a tüdejét, ami végül fulladásos halálához vezetett, nem valószínű, hogy Genovese képes volt ezután bármilyen hangerővel sikítani.  Egy 2015-ös dokumentumfilm, amelyben Kitty testvére, William is szerepel, felfedte, hogy más bűnügyi riporterek már 1964-ben is számos problémáról tudtak a történettel kapcsolatban. Közvetlenül a történet megjelenése után a WNBC rendőrségi tudósítója, Danny Meehan számos ellentmondást fedezett fel a Times eredeti cikkében. Meehan megkérdezte a Times riporterét, Martin Gansberget, miért nem derült ki a cikkéből, hogy a szemtanúkban nem tudatosult, hogy gyilkosság történt. Gansberg azt válaszolta: "Ez tönkretette volna a sztorit". Mivel Meehan nem akarta kockáztatni a karrierjét azzal, hogy egy olyan befolyásos személyiséget támad, mint Rosenthal, titokban tartotta a megállapításait, és a jegyzeteit átadta az egyik WNBC-beli riportertársának, Gabe Pressmannek. Később Pressman újságíró kurzust tartott, amelyen néhány diákja felhívta Rosenthalt, és szembesítette a bizonyítékokkal. Rosenthal dühös volt, hogy újságíróhallgatók megkérdőjelezik szerkesztői döntéseit, és egy telefonhívásban dühösen szidalmazta Pressmant. 
2016. október 12-én a Times egy szerkesztői megjegyzést csatolt az 1964-es cikk online változatához, amely szerint "a The Times és mások későbbi beszámolói megkérdőjelezték e jelentés lényeges elemeit".

## A 911 létrehozása
A New York-i WNYC 2014-ben visszatekintve arról számolt be, hogy "Egy ikonikus gyilkosság segített létrehozni a 911 rendszert". 
Egy megerősítő PBS-riport azt írta, hogy "az újságok és a médiumok felfuttatták a történetet"; "közel egy tucat könyvet" is hozzátettek, és amikor filmről volt szó, többször is megemlítették "James Solomon A tanú című filmjét". A The report, A 911 genezise című részében megjegyezték, hogy "az 1960-as évek végéig nem volt központi telefonszám, amelyet az emberek vészhelyzet esetén hívhattak volna".

## Népszerűsége a kultúrában
"A tanúk történetét, akik nem tettek semmit," az Egyesült Államokban és Nagy-Britanniában, valamint számos más országban minden pszichológiai tankönyvben tanítják, és televíziós műsorok, dalok és könyvek révén népszerűsítették". Mostanra az is kiderült, hogy a Kitty Genovese-ügy nyomozása és története más ügyekben is összefüggésbe hozható a hamis vallomásokkal. 
A WNYC, a PBS és a New York Times visszaemlékező cikkei különösen egy filmre (A tanú) hivatkoztak, és megjegyezték a gyilkosság összesített hatását a 911-es rendszer kialakulására.

## TV és film
- A Perry Mason, "The Case of the Silent Six" című epizódja (1965. november 21.) egy fiatal nő brutális megverését mutatja be, akinek segélykiáltásait kis lakóházának hat lakója figyelmen kívül hagyja. Az "avatkozz bele" idézetet egyszer Paul Drake mondja ki, és több más szereplő is idézi.[72]
- A gyilkosság alapján készült egy amerikai tévéfilm, a Death Scream (1975), Raúl Juliá főszereplésével.[73]
- A Esküdt ellenségek "Remand" (1996) című epizódja szintén a Genovese-ügyön alapul,[74] ahogy a Law & Order: SVU "41 tanú" című része (2015). A Law & Order 1. évadának "The Violence of Summer" (1991) című epizódjában Logan nyomozó megjegyzi: "Ez a Kitty Genovese utáni korszak, senki sem akarja megnézni, azt hiszik, hogy belekeverednek", amikor egy nemi erőszak tanúinak hiányát panaszolja.[75]
- Az 1999-es Testvérbosszú című igazságosztó filmben Genovese gyilkosságára utalnak a nyitó képsorokban egy templomi prédikáció alatt, mely az emberek közönyéről szól.
- A History's Mysteries 15 2. epizódja: Silent Witnessses: The Kitty Genovese murder" (2006) című dokumentumfilm a History Channel műsorán.[76]
- A 38 témoins (38 tanú) című 2012-es, Lucas Belvaux rendezte film Didier Decoin 2009-es regénye alapján készült az ügyről, és a franciaországi Le Havre-ban játszódik.[77]
- Az Investigation Discovery Channel A Crime to Remember című sorozatának 2. évadának 1. epizódja, a 38 tanú (2014) a Genovese-gyilkosságról szól.[78]
- A 2015-ös A The Witness című film a Genovese és a gyilkos családjaival készített interjúkkal dolgozza fel újra a gyilkosság történetét.[79]
- A 2016-os 37 című film a Genovese meggyilkolásának éjszakájáról szóló fiktív történet.[80]
- A Csajok (2016) 5. évadának 7. epizódja, a "Hello Kitty" a szereplőket követi végig, ahogy a Genovese-gyilkosság egy színházi, interaktív változatán navigálnak.[81]
- A Mind Field című amerikai internetes televíziós sorozat 1. évadának 2. epizódja Kitty Genovese történetét és az azt övező téves információkat dolgozta fel.

## Zene
- Genovese meggyilkolása inspirálta Phil Ochs folkénekest a "Outside of a Small Circle of Friends" című dal megírására, amely eredetileg a Pleasures of the Harbor (1967) című albumon jelent meg. Ez a dal öt különböző helyzetet mesélt el, amelyeknek cselekvést kellene követelniük az elbeszélő részéről, de az elbeszélő minden esetben arra a következtetésre jut: "Biztos vagyok benne, hogy egy kis baráti körön kívül ez senkit sem érdekelne."[87][88]
- Meredith Hunter 1969-es Altamont Free Concert-en történt meggyilkolását követően a KSAN négyórás telefonos betelefonálós műsort rendezett az események megvitatására. Egy betelefonáló nő részletesen beszámolt a Hells Angels erőszakos viselkedéséről a koncerten, és azt mondta, hogy az emberek nem állították meg őket, mert "mindannyian rettegtünk tőlük". A koncerten megpróbált felszólalni az erőszak ellen, de a körülötte lévő emberek figyelmeztették, hogy maradjon csendben, mert féltek, hogy megverik. Válaszában Scoop Nisker, a KSAN munkatársa a bystander-effektust és a Genovese-történetet említette.[89]
- A bűncselekmény inspirálta Ruby Lynn Reyner énekesnőt a Ruby and the Rednecks együttesből, hogy megírja a "Kitty" című dalt, amely eredetileg a From the Wrong Side of Town (2004) című albumon jelent meg,[90] és a Live Again! at CBGB's című albumon is megjelent.
- Az AJJ "Big Bird" című dala a Genovese-gyilkosságra utal a 2011-es Knife Man című albumukon.
- A koreai indie rock zenekar, a Nell 2014-ben Newton's Apple című albumára készült "Dear Genovese" című dalát ezek az események ihlették.[91]

## Színház
- Will Todd angol zeneszerző The Screams of Kitty Genovese (1999) című zenés színházi műve a gyilkosságon alapul.[92]

## Fordítás
- Ez a szócikk részben vagy egészben  a   Murder of Kitty Genovese című angol Wikipédia-szócikk ezen változatának fordításán alapul.  Az eredeti cikk szerkesztőit annak laptörténete sorolja fel. Ez a jelzés csupán a megfogalmazás eredetét és a szerzői jogokat jelzi, nem szolgál a cikkben szereplő információk forrásmegjelöléseként.

## További olvasmányok
- De May, Joseph, Jr. "Kitty Genovese: What you think you know about the case might not be true". A reinvestigation by a member of the Richmond Hill Historical Society. Richmond Hill, NY. This comes in two versions:
  - Version 1. A Picture History of Kew Gardens, NY , 2006. május 13. [2006. június 16-i dátummal az eredetiből archiválva]. Single page that analyzes and argues with Gansberg's article, with links to other material.
  - Version 2. A Picture History of Kew Gardens, NY , 2004. január 31. [2004. február 7-i dátummal az eredetiből archiválva]. A 13-page comprehensive summary of the same article.
- Getlen, Larry. „Debunking the Myth of Kitty Genovese”, The New York Post, 2014. február 16.
- Pelonero, Catherine. „The Truth About Kitty Genovese”, New York Daily News, 2014. március 2. (Hozzáférés: 2021. október 17.)
- (Hiba: Érvénytelen idő.) „Kitty Genovese, Revised”. Wilson Quarterly. [2007. május 6-i dátummal az eredetiből archiválva]. (Hozzáférés: 2021. október 17.)
- Merry, Stephanie. „Her shocking murder became the stuff of legend. But everyone got the story wrong.”, The Washington Post , 2016. június 29.
- Wainwright, Loudon. The Dying Girl That No One Helped (1964. április 10.)
- Kitty Genovese a Find a Grave oldalán
- Winston Moseley a Find a Grave oldalán